# Сатинская учебно-научная база географического факультета МГУ
Сатинская учебно-научная база — учебно-научная база географического факультета МГУ. Учебно-научный полигон для проведения комплексной общегеографической практики студентов географического факультета МГУ. Сатинская УНБ основана в 1968 году в деревне Сатино Боровского района Калужской области.

## История
Главные организаторы Сатинской учебно-научной станции — деканы географического факультета А. П. Капица, А. М. Рябчиков, Г. И. Рычагов.
В годы А. П. Капицы был сделан выбор территории полигона, определено место станции, получен землеотвод. В годы А. М. Рябчикова шло строительство корпусов и дороги к базе, велось активное исследование полигона. Под руководством Г. И. Рычагова была завершена учебно-методическая реформа системы географических практик студентов I курса.
Первая учебная практика в Сатино прошла в 1968 году. Ею руководил С. С. Воскресенский. Практику проходили студенты II курса кафедры Геоморфологии.

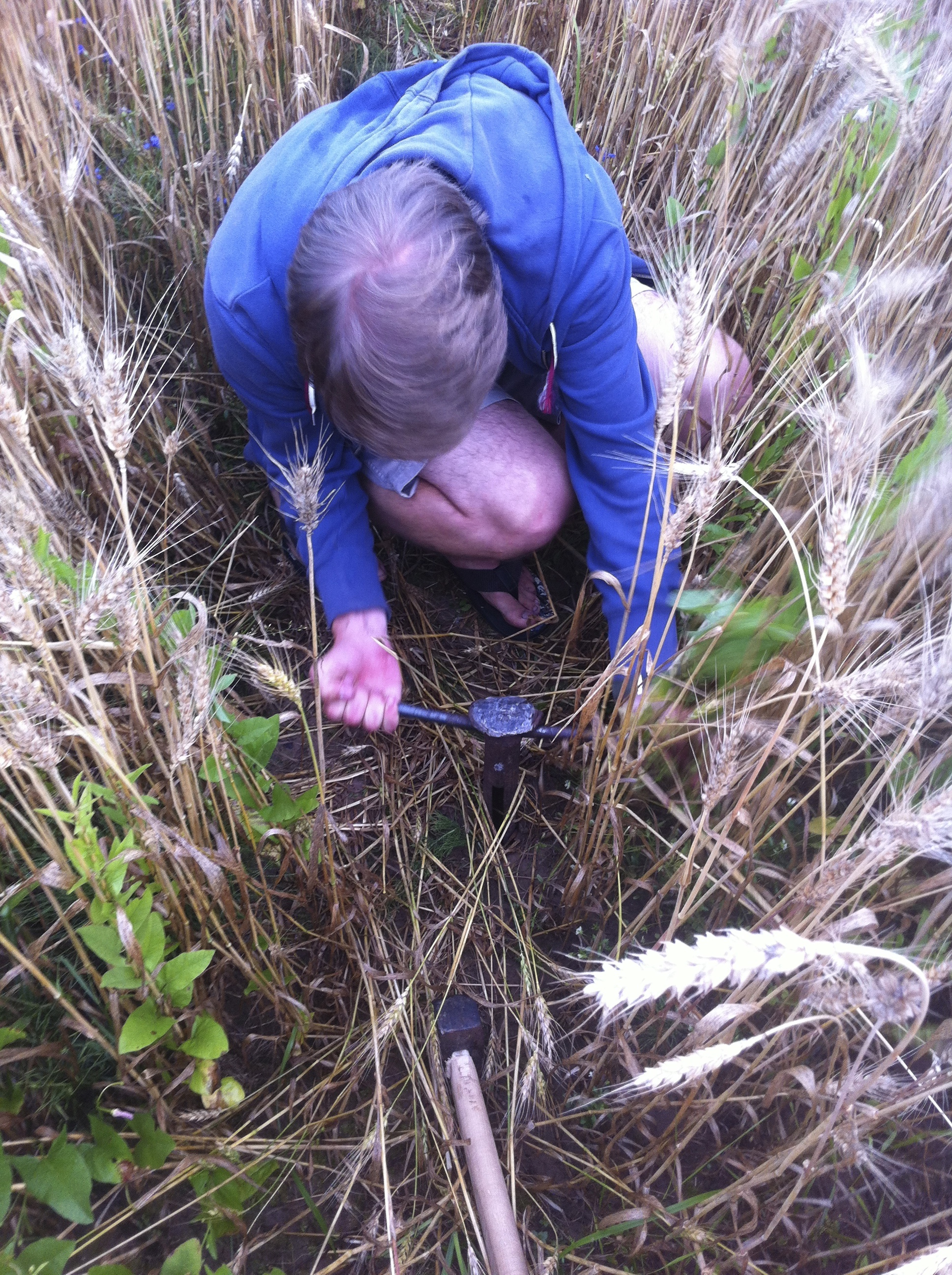
Отбор проб почвы

С 1970 года в Сатино проходит комплексная общегеографическая практика студентов I курса по топографии, геоморфологии, почвоведению, биогеографии, метеорологии, гидрологии, ландшафтоведению. С 1997 года появилась дополнительная дисциплина — социально-экономическая география. В 1972 году практика проводилась не на Сатинской УНБ, а на старой базе в Красновидово. В 2020 году практика была отменена в связи с пандемией Covid-19. В 2021 году Сатинская практика была возобновлена.
Научные исследования на Сатинском полигоне начались в январе-феврале 1968 г. Это была экспедиция НСО кафедры геоморфологии под руководством Н.Г. Шубиной и А.А. Лукашова. 
Материалы многолетних исследований, проведённых сотрудниками и студентами географического факультета МГУ, позволили предложить Сатинский полигон (и его окрестности) в качестве страторайона среднего неоплейстоцена для центрального региона Русской равнины. Автор этой идеи - Г.И. Рычагов.

## Описание
База находится в бассейне среднего течения реки Протва, на юго-восточной окраине Смоленско-Московской возвышенности.
Высота над уровнем моря — до 208 м.
Площадь учебного полигона — 20 квадратных километров.